# Alexander Hegius
Alexander Hegius, född antagligen 1433 i Heek, Westfalen, död den 27 december 1498 i Deventer, var en tysk humanist, en av de mest framstående befordrarna av de klassiska studierna.
Hegius studerade under Thomas a Kempis ledning och räknade själv, som lärare i Deventer (från 1474), bland sina lärjungar Erasmus Rotterdamus. Hans Opuscula utgavs 1503.